# 周慹平
周慹平（1938年11月—2013年7月9日），男，江西新余人，中华人民共和国政治人物，曾任江西省人民政府副省长，江西省人大常委会副主任。